# Heta Tuuri
Heta Maarit Tuuri (* 14. Januar 1995 in Lahti) ist eine finnische Leichtathletin, die sich auf den Hochsprung spezialisiert hat.

## Sportliche Laufbahn
Erste internationale Erfahrungen sammelte Heta Tuuri im Jahr 2013, als sie bei den Junioreneuropameisterschaften in Rieti mit übersprungenen 1,78 m den zehnten Platz belegte. Im Jahr darauf schied sie dann bei den Juniorenweltmeisterschaften in Eugene mit 1,79 m in der Qualifikation aus. 2022 siegte sie mit 1,83 m bei den Trond Mohn Games und anschließend verpasste sie bei den Weltmeisterschaften in Eugene mit 1,86 m den Finaleinzug. Auch bei den Europameisterschaften in München schied sie mit 1,83 m in der Qualifikationsrunde aus. Im Jahr darauf verpasste sie bei den Halleneuropameisterschaften in Istanbul mit 1,82 m den Finaleinzug. Im August schied sie bei den Weltmeisterschaften in Budapest mit 1,80 m in der Vorrunde aus. 2024 kam sie bei den Europameisterschaften in Rom mit 1,85 m nicht über die Vorrunde hinaus und im Jahr darauf wurde sie bei den Halleneuropameisterschaften in Apeldoorn in der Vorrunde wegen unsportlichen Verhaltens disqualifiziert.
In den Jahren 2020, 2021 und 2024 wurde Tuuri finnische Meisterin im Hochsprung im Freien sowie 2023 und 2025 in der Halle.